# Јашко-нађкунско-солношка жупанија (бивша)
Бивша жупанија Јас-Нађкун-Солнок (мађ. Jász-Nagykun-Szolnok vármegye, лат. Jazyga et Cumania Maior et Szolnokiensis)) је била административна жупанија Краљевине Мађарске, био је нешто мањи од садашње жупаније Јас-Нађкун-Солнок. Главни град жупаније је био град Солнок.

## Географија
Жупанија Јаш-Нађкун-Солнок је делила границе са мађарским жупанијама Пешта-Пилиш-Солт-Кишкун, Хевеш, Хајду, Бекеш и Чонград. Реке Тиса и Кереш теку кроз жупанију. Његова површина је око 1910. године била око 5.251 km2 (2.027 sq mi).

## Историја
Жупанија Јас-Нађкун-Солнок је формирана 1876. године од територија Килше-Солнок дела жупаније Хевеш-Килше-Солнок, Јасшаг (Јаса) и Нађкуншага). После Другог светског рата територија округа је измењена: област на левој обали Тисе око Тисафиреда преузета је из [[Хевешка жупанија (бивша)|жупаније Хевеш] ], а област око Девавање је припала жупанији Бекеш.
Израз „Јас“ потиче од Јаса (уп. Аланс) који су се на ове просторе Мађарске доселили из Понтских степа негде у 13. веку.

## Демографија
| Попис | Укупно  | мађарски         | Друго или непознато |
| ----- | ------- | ---------------- | ------------------- |
| 1880  | 278.443 | 263.994 (98,86%) | 3.036 (1,14%)       |
| 1890  | 318.475 | 315.387 (99,03%) | 3.088 (0,97%)       |
| 1900  | 350.269 | 348.050 (99,37%) | 2.219 (0,63%)       |
| 1910  | 373.964 | 372.423 (99,59%) | 1.541 (0,41%)       |

| Попис | Укупно  | Римокатоличка    | Калвиниста       | јеврејски      | Друго или непознато |
| ----- | ------- | ---------------- | ---------------- | -------------- | ------------------- |
| 1880  | 278.443 | 154.261 (55,40%) | 113.192 (40,65%) | 8.319 (2,99%)  | 2.671 (0,96%)       |
| 1890  | 318.475 | 180.538 (56,69%) | 124.437 (39,07%) | 10.005 (3,14%) | 3.495 (1,10%)       |
| 1900  | 350.269 | 204.306 (58,33%) | 131.120 (37,43%) | 10.707 (3,06%) | 4.136 (1,18%)       |
| 1910  | 373.964 | 225.111 (60,20%) | 133.462 (35,69%) | 10.313 (2,76%) | 5.078 (1,36%)       |

## Под одељења жупаније
Почетком 20. века, жупанија Јас-Нађкун-Солнок је имала следећу поделу:
| Округ (járás)                                         | Округ (járás)   |
| Округ                                                 | Гл. град        |
| ----------------------------------------------------- | --------------- |
| Доњи Јасшаг                                           | Јасапати        |
| Горњи Јасшаг                                          | Јасберењ        |
| Доња Тиса                                             | Тисафелдвар     |
| Горња Тиса                                            | Кунхеђеш        |
| Средња Тиса                                           | Терексентмиклош |
| Град са организованим већем (rendezett tanácsú város) |                 |
| Јасберењ                                              |                 |
| Карцаг                                                |                 |
| Кишујсалаш                                            |                 |
| Мезетур                                               |                 |
| Солнок                                                |                 |
| Туркеве                                               |                 |

## Белешке
1. ↑  Само језичке заједнице > 1% су приказане.
2. ↑  Само верске заједнице > 1% су приказане.